# Anne no Nikki
Anne no Nikki (アンネの日記?), es una película de animación japonesa basada en el libro Diario de Ana Frank, fue estrenada en 1995 producida por el estudio Madhouse y dirigida por Akinori Nagaoka.

## Sinopsis
Anne Frank, una niña de 13 años de edad vivió en el Ámsterdam ocupado por los alemanes durante la Segunda Guerra Mundial, escapando de la persecución judía se refugia en un anexo secreto donde  dedica el día a día a escribir un diario relatando su vida, sus aventuras amorosas y sus sueños, hasta el final de su vida en un campo de concentración.

## Producción
La película cuenta con el diseño de personajes por Katsuyuki Kubo y una banda sonora compuesta por Michael Nyman que incluye dos canciones originales; fue lanzada en el idioma inglés en versión DVD en 2015. Una reseña de Anime News Network menciona "que es una historia tan poderosa como las notas de Anna Frank se convirtiera en una cinta con problemas de dirección que no funcionó, logrando ser una mala experiencia ver la película". Reina Takahashi da la voz la protagonista Anna Frank, mientras el resto del elenco lo componen Gou Katou como Otto Frank y Tano Seiko en la voz de Margot Frank.